# Tramlijn Den Haag HSM - Scheveningen Strand
De stoomtramlijn Den Haag HSM – Scheveningen Strand en Laan van Meerdervoort – Anna Paulownastraat werd geopend op 12 juni 1886 (het deel Scheveningen Duinstraat - Strand werd geopend op 3 juli 1888). De baanlengte Den Haag HSM - Scheveningen Strand was 7,6 km, de aftakking naar de Anna Paulownastraat was 1,1 km. Sinds 1927 rijdt een Haagse tram op dit traject.

## Geschiedenis
Oorspronkelijk had de HIJSM wilde plannen voor een stoomtramlijn 'diagonaal' door de stad; langs Hoefkade, Westeinde, Noordwal, Scheveningse weg en Kanaalweg naar het toenmalige badhuis. Financiering was blijkbaar geen probleem, want er werd zelfs een viaduct voorgesteld bij de Scheveningse weg vanwege de paardentramlijn aldaar. Veel Scheveningers vonden dat het eindpunt bij Zeerust moest zijn, via een buiten-om route. Het gemeentebestuur hield de stoomtrams ook liever buiten de stad. In 1881 kreeg de HIJSM concessie voor die route. 

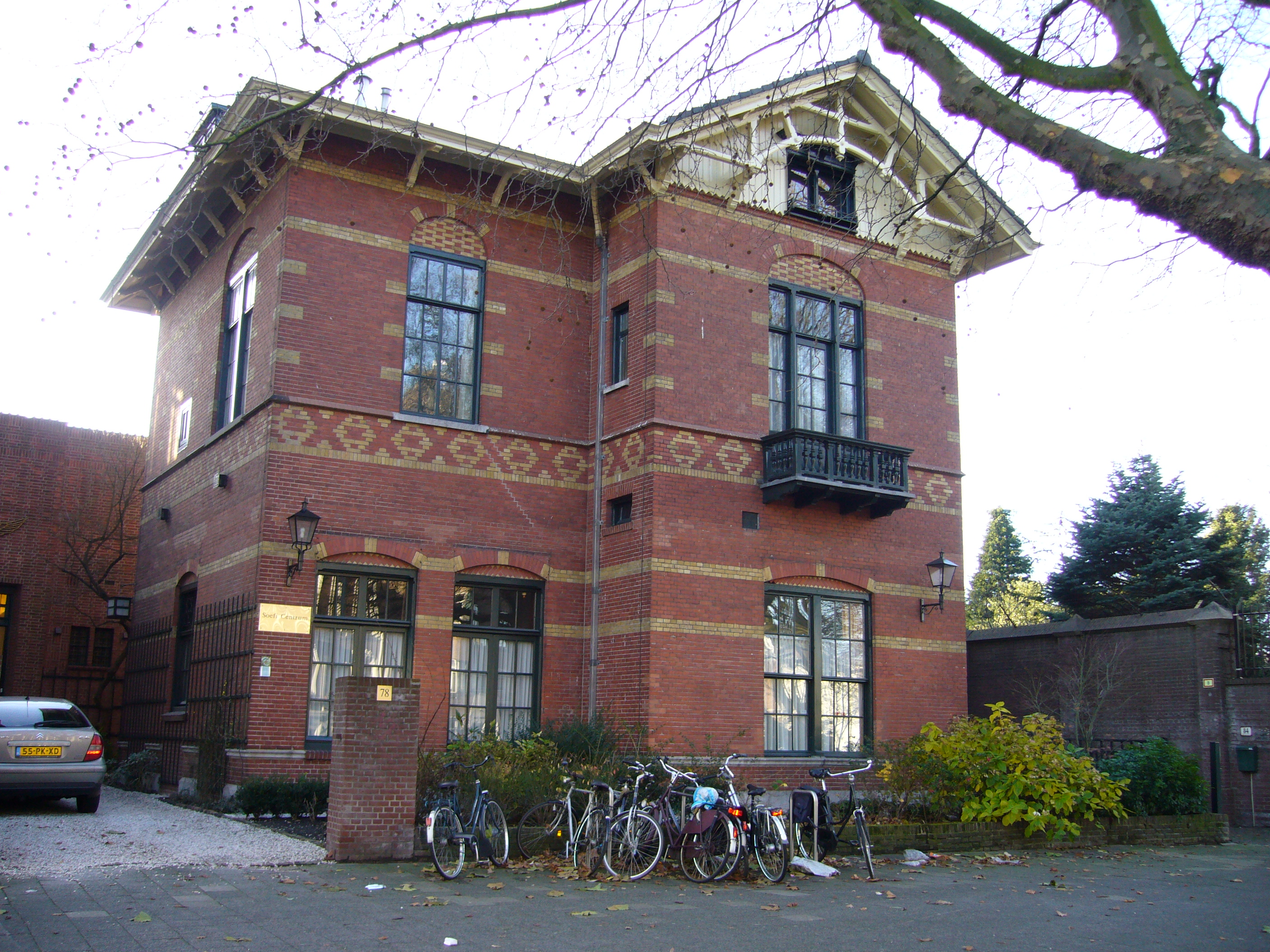
Voormalig stationsgebouw bij het Vredespaleis.

Op 12 juni 1886 werden op dit tracé drie lijnen geopend: Hollands Spoor – Scheveningen (Dorp), Hollands Spoor – Anna Paulownastraat en Anna Paulownastraat – Scheveningen (Dorp). Deze lijnen vielen zeer in de smaak bij de Haagse en Scheveningse bevolking. Zij zouden in de begintijd, zeker tot 1904, toen de HTM startte met de elektrificatie van zijn paardentrams, met veel succes opereren. Daarbij profiteerden de lijnen tevens van de grote stadsuitbreidingen aan de zuidkant van Den Haag aan het eind van de negentiende eeuw, waardoor zij al snel het karakter van een landelijke lijn verloren.
Vermeldenswaard is de zogeheten Beurstrein, die ten behoeve van Scheveningse en Haagse zakenlieden iedere dag om 7:37 uit Scheveningen vertrok en via station Hollands Spoor al om 8:38 bij het station Rotterdam Beurs arriveerde.
Vanaf 1904 begonnen de lijnen grote concurrentie te ondervinden van de geëlektrificeerde voormalige paardentramlijnen. Met name voor de zijtak naar de Anna Paulownastraat liep het passagiersaanbod sterk terug, al werd de opheffing van deze lijn nog enige jaren uitgesteld toen in 1907 werd besloten exact bij het eindpunt van de lijn het Vredespaleis te bouwen. Deze bouw zou zes jaar in beslag nemen en de HIJSM speelde een belangrijke rol bij de aanlevering van bouwmaterialen. Op 4 december 1915 viel echter toch het doek voor deze zijtak, die daarna werd ontmanteld. Aan het huizenplan tussen Conradkade en Anna Paulownastraat is heden ten dage op meerdere plaatsen nog steeds te zien waar het tracé van de stoomtram heeft gelopen. Het tramstation, Anna Paulownastraat 78, is echter tot op de dag van vandaag bewaard gebleven en heeft een andere functie gekregen.
Op 31 december 1925 liep de concessie van de HIJSM af en werd de stoomtramlijn opgeheven. Het tracé kwam in handen van de HTM die hierop vanaf 15 juli 1927 tot aan de dag van vandaag praktisch ongewijzigd lijn 11 heeft geëxploiteerd. Deze gebruikte nog tot eind oktober 1965 het overkapte kopeindpunt van de stoomtram bij het station Den Haag Hollands Spoor aan de zijde van de Parallelweg, dat thans in gebruik is als fietsenstalling. Tot 1974 heeft de HTM heeft nog het goederenvervoer van en naar de Scheveningse haven via deze lijn verzorgd. Dat gebeurde met twee elektrische locomotieven. Een daarvan is bewaard in het HOVM.